# Fernand Courty
Fernand Courty, francoski astronom, * 11. junij 1862, † 12. oktober 1921.

## Življenjepis in delo
Pridružil se je Observatoriju Bordeaux, ko je bil ta osnovan. Bil je astronomski pomočnik. Odkril je dva asteroida. Opravljal je tudi meteorološka opazovanja.